# Burg Nabben
Die Burg Nabben (lettisch Nabes pils) ist die Ruine einer ehemals bischöflichen Vasallenburg des Erzbistums Riga. Sie befindet sich am linken Ufer des Wetterbaches (lettisch Vitrupe) bei seinem Ausfluss aus dem Ladenhofschen See (lettisch Lādes ezers) im lettischen Bezirk Limbaži und liegt etwa 10 km südlich der Stadt Limbaži.

## Geschichte
1318 wurde Burg Nabben erstmals im Burgenverzeichnis des Erzbischofs von Riga erwähnt. Bis 1466 war der Vasall Peter von der Borch als Besitzer von Gut Nabben genannt, dessen Sohn Anton es im Anschluss erbte. Zwischen 1535 und 1545 befand es sich im Besitz von Georg von Rosen. Die Burg war offenbar von so geringer Bedeutung, dass sie in einer Burgenliste von 1555 unerwähnt blieb.
Mit dem Fall der Livländischen Konföderation 1561 ging Nabben mit dem säkularisierten Herzogtum Livland in der Adelsrepublik Polen-Litauen auf. Nach dem Livländischen Krieg wird 1584 Johann von Tiesenhausen als Besitzer genannt.
Im Polnisch-Schwedischen Krieg wurde die Burg 1601 vom schwedischen Herzog Karl von Södermanland besetzt. 1624 wurde Nabben in einer schwedischen Bestandsaufnahme der Burgen Livlands als kleine, alte Burgruine mit verfallener Burgmauer beschrieben. Neben dem heute noch erhaltenen Burgturm wurden in diesem Bericht auch ein Badehaus und ein Pferdestall sowie außerhalb des Burggeländes zwei Scheunen und eine Mühle erwähnt.
Um 1629 befand sich die Burg im Besitz von Laurent Gruben, danach wechselten die Besitzer häufig.
Im 19. Jahrhundert fiel Gut Nabben an die Adelsfamilie von Sievers, die das im 18. Jahrhundert neben dem Turm errichtete, hölzerne Gutshaus in ein stattliches Herrenhaus im Stile der Neorenaissance umbaute.
Zu Beginn des 20. Jahrhunderts, sowie 1935 und 1980 wurde der Burgturm vermessen und in Plänen festgehalten.
Bis zur Mitte des 20. Jahrhunderts diente der Burgturm noch als Scheune und wurde danach aufgegeben.
2003 wurde mit Mitteln einer Kultur-Stiftung das marode Dach restauriert.

## Beschreibung
Burg Nabben wurde auf einer ebenen Fläche errichtet, im Norden geschützt durch den zu mehreren Teichen aufgestauten Wetterbach und im Osten durch den Ladenhofschen See. Auch im Osten und Süden befinden sich Teiche, die vom Wetterbach gespeist werden.
Viel ist über das einstige Aussehen der Burg nicht bekannt. Aufgrund archäologischer Untersuchungen wird vermutet, dass sie sich aus dem auch heute noch erhaltenen Turm und einer quadratischen Burgmauer mit einer Fläche von 42 × 49 m zusammensetzte. Ob sich auf dem Burggelände weitere Gebäude befanden, ist nicht bekannt.
Der Turm stellt eine Besonderheit dar, da er, im Gegensatz zu den meisten anderen Bergfriede in Lettland, die Funktion eines Donjon erfüllte; er war also nicht nur Wehrturm, sondern diente auch als Wohnturm. Er hat eine Gesamtfläche von 11,20 × 11,13 m bei einer Mauerstärke von etwa 2 m. Es existieren ein Keller (vermutlich als Lager genutzt), ein etwa 4,5 m hohes Wohngeschoss und ein Dachgeschoss, wobei in die unteren beiden Geschosse ein Kreuzgewölbe eingebracht wurde. Die Turmmauern bestehen im unteren Bereich (Keller und Wohnraum) aus Feldstein- und im oberen Bereich (Dachgeschoss) aus Ziegelmauerwerk. Das Gebäude ist seit dem 17. Jahrhundert verputzt. In der Außenmauer wurde eine Stockwerks-Treppe errichtet. Der Zugang zum Turm erfolgte über eine hölzerne Treppe an der Südwand, die in den ersten Stock (Wohngeschoss) führte.
Etwa 15 m westlich des Turms befinden sich 17 m lange und bis zu einem Meter hohe Mauerfragmente mit einer Stärke von etwa 1,7 m, die teilweise als Außenmauer des nordöstlichen Nebengebäudes verwendet wurden. 12 m östlich des Turms liegen einzelne Findlinge der mutmaßlichen Ostmauer, während etwa 29 m südlich eine leichte Vertiefung im Gelände erkennbar ist, wo sich möglicherweise ebenfalls eine Burgmauer befand.

## Galerie

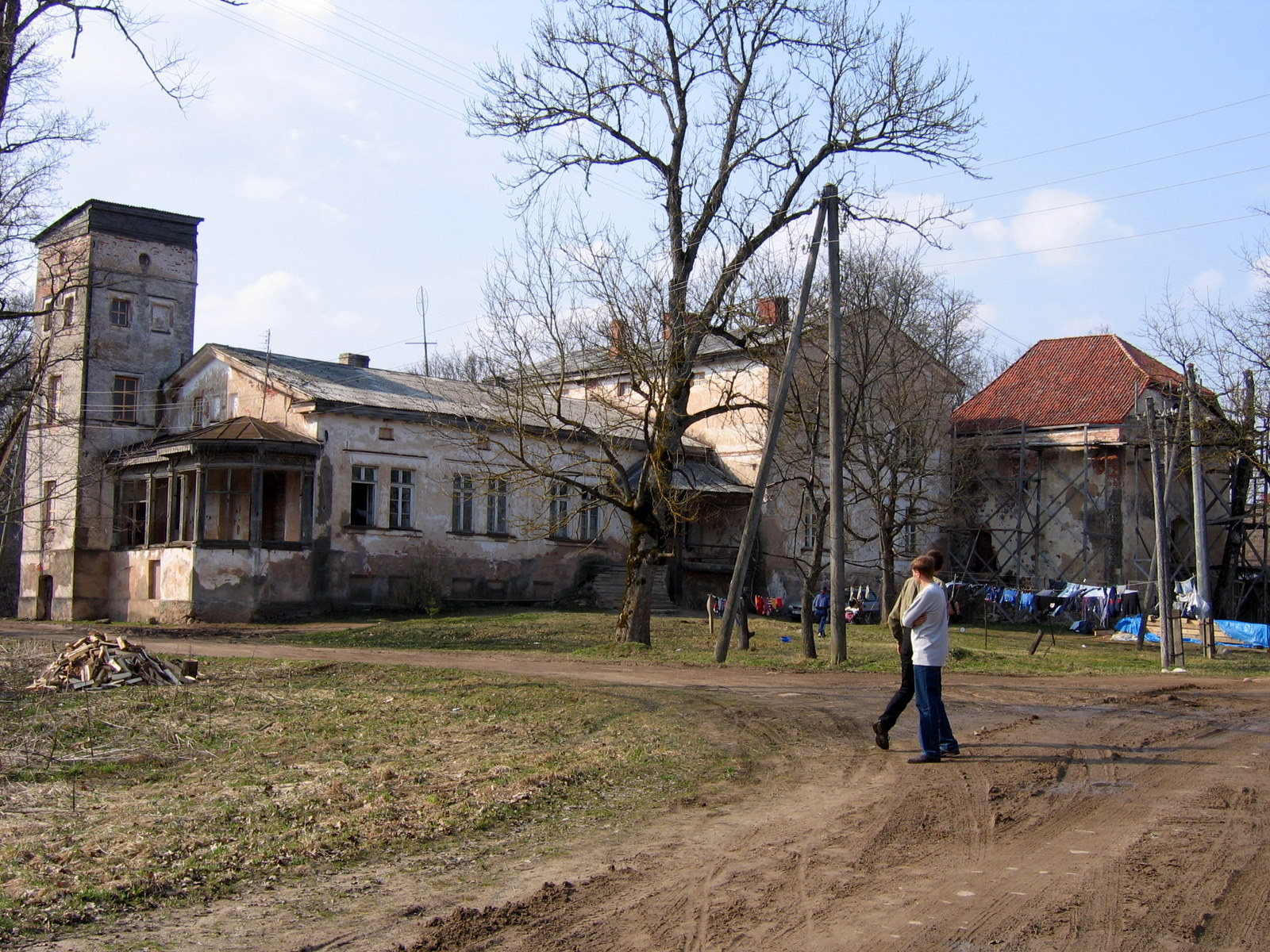
Das verlassene Herrenhaus (links) und der Burgturm (rechts)
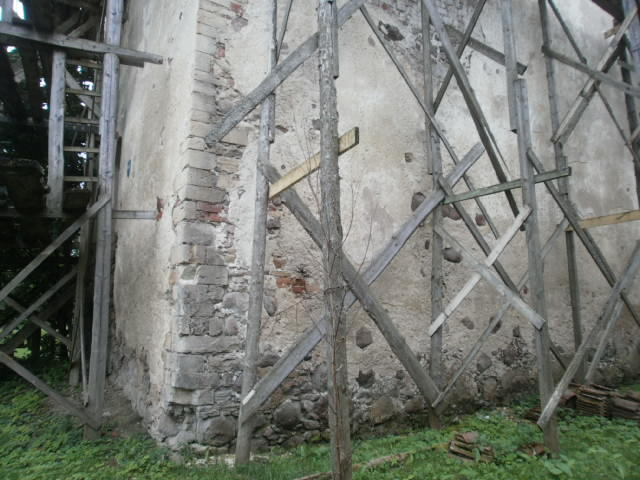
Nordostecke des Turms mit provisorischem Holzgerüst
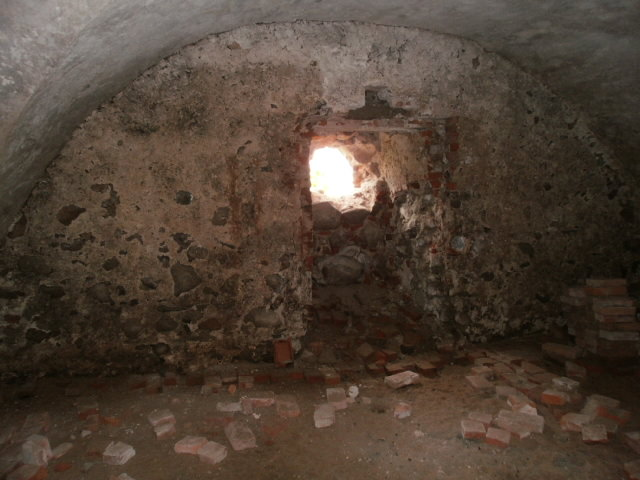
Keller des Turms
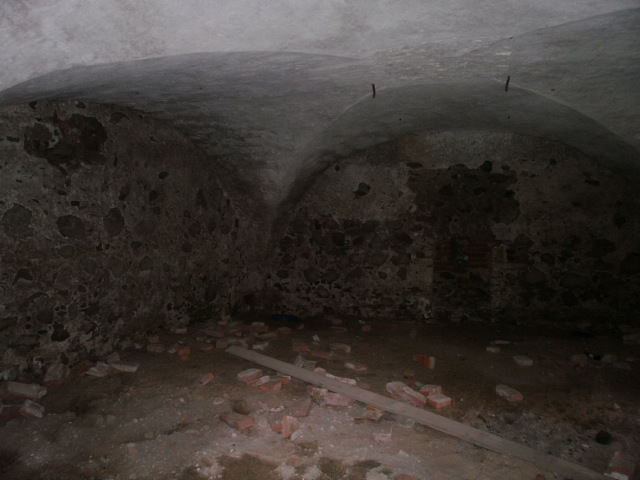
Kreuzgewölbe im Keller
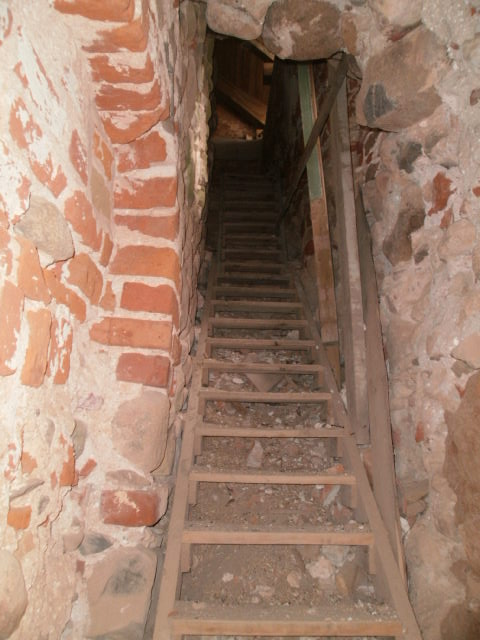
Treppe im Mauerwerk
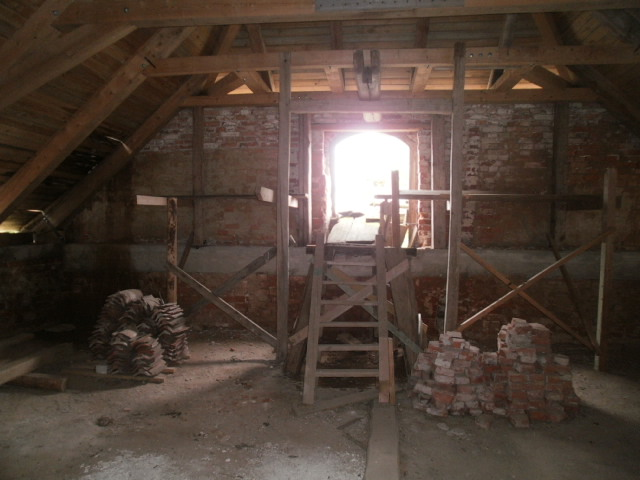
Dachgeschoss während der Restaurierung